# Diffusionsaufladung
Die Diffusionsaufladung beschreibt die elektrische Aufladung von gasgetragenen Partikeln (Aerosol) durch Kollisionen zwischen Partikeln und Ladungsträgern (Ionen und Elektronen) aufgrund der Brownschen Molekularbewegung. In Abhängigkeit davon, ob Ladungsträger mit nur einem oder mit beiden Vorzeichen vorhanden sind, spricht man auch von unipolarer oder bipolarer Diffusionsaufladung.

## Unipolare Diffusionsaufladung
Bei Kollision eines anfangs neutralen Partikels mit einem Ladungsträger lädt sich das Partikel durch Ladungstransfer auf. Da es nun eine gleichnamige Ladung besitzt, sinkt mit wachsender Ladungszahl die Wahrscheinlichkeit weiterer Ladungsübertragungen durch Kollision, da der Geschwindigkeitsunterschied der Kollisionspartner groß genug sein muss, um die nun größeren abstoßenden Coulomb-Kräfte zu überwinden. Die resultierende Ladungszahl des Partikels, die sich nach einer Zeit {\displaystyle t} einstellt, kann mit Hilfe der kinetischen Gastheorie berechnet werden zu
{\displaystyle n={\frac {2\pi \varepsilon _{0}d_{\text{P}}kT}{e^{2}}}\cdot \ln \left(1+{\frac {d_{\text{P}}{\bar {v}}_{\text{i}}e^{2}N_{\text{i}}t}{8\varepsilon _{0}kT}}\right)}
Hierbei ist {\displaystyle \varepsilon _{0}} die Permittivität des Vakuums, {\displaystyle d_{\text{P}}} der Partikeldurchmesser, {\displaystyle k} die Boltzmann-Konstante, {\displaystyle T} die Gastemperatur, {\displaystyle e} die Elementarladung, {\displaystyle {\bar {v}}_{\text{i}}} die mittlere thermische Geschwindigkeit der Ionen und {\displaystyle N_{\text{i}}} die Ionenkonzentration.

## Bipolare Diffusionsaufladung
Im Unterschied zur unipolaren Diffusionsaufladung können elektrisch geladene Partikel durch Kollision mit Ladungsträgern entgegengesetzter Polarität wieder entladen werden. Im stationären Fall stellt sich in einem Partikelkollektiv eine Boltzmann-Ladungsverteilung ein, bei der eine symmetrische Ladungsverteilung angenommen wird und der größte Teil der Partikel elektrisch neutral bleibt.